# Rosie Flores
Rosie Flores (San Antonio, 10 settembre 1950) è una cantautrice, chitarrista e produttrice discografica statunitense.

## Biografia
Rosie Flores ha avviato la sua carriera musicale negli anni settanta come membro di band femminili, tra le quali: Female Factory, Rosie Flores & The Neptunes, Screamin' Sirens. Nel 1987 ha pubblicato il suo album di debutto eponimo, che ha raggiunto la 67ª posizione della Top Country Albums e ha piazzato due singoli nella Hot Country Songs.
Nel 1995 è partita in tournée con Wanda Jackson e in seguito in una serie di concerti in tributo a Janis Martin. Nel 2007 ha vinto un Peabody Award mentre nel 2014 due Ameripolitan Music Awards.

## Discografia

### Album in studio
- 1987 – Rosie Flores
- 1992 – After the Farm
- 1993 – Once More with Feeling
- 1995 – Rockabilly Filly
- 1997 – A Little Bit of Heartache
- 1999 – Dance Hall Dreams
- 2001 – Speed of Sound
- 2004 – Bandera Highway
- 2004 – Single Rose
- 2005 – Christmasville
- 2009 – Girl of the Century
- 2012 – Working Girl's Guitar
- 2019 – Simple Case of the Blues

### Raccolte
- 1996 – Honky Tonk Reprise
- 2011 – After the Farm / Once More With Feeling

### Singoli
- 1982 – Hit City L.A./Oh Heartache
- 1986 – I'm Walkin'/The End of the World
- 1987 – Heart Beats to a Different Drum/Somebody Loses, Somebody Wins
- 1987 – Crying Over You
- 1987 – Somebody Loses, Somebody Wins
- 1987 – Crying Over You/Midnight to Moonlight
- 1988 – One Track Memory/He Cares
- 1988 – Brand New Heartache/Lonesome Town
- 1993 – Honky Tonk Moon

## Filmografia

### Attrice

#### Cinema
- Vendetta, regia di Bruce Logan (1986)
- Una vita in fuga (The Runnin' Kind), regia di Max Tash (1989)
- Quella cosa chiamata amore (The Thing Called Love), regia di Peter Bogdanovich (1993)
- The Sweet Lady with the Nasty Voice, regia di Vincent Kralyevich - documentario (2008)

#### Televisione
- Austin City Limits - serie TV, episodio 28x02 (2002)

## Programmi televisivi
- MusiCalifornia (1988)
- Sing Country (1989)
- Late Night with Conan O'Brien (1996)

## Riconoscimenti
- Academy of Country Music Awards
  - 1987 – Candidatura come Miglior nuova cantante femminile
- Ameripolitan Music Awards
  - 2014 – Best Female Honky Tonk[5]
  - 2014 – Best Female Rockabilly[5]
- Peabody Award
  - 2007 – Peabody Award per Whole Lotta Shakin[5]